# The Big Picture
The Big Picture es una película de comedia de 1989 protagonizada por Kevin Bacon y dirigida por Christopher Guest.

## Trama
Nick Chapman pensaba que su carrera estaba hecha después de recibir un premio por un cortometraje, pero empieza a ver que Hollywood no es tan fácil como parece.

## Elenco
- Kevin Bacon como Nick Chapman.
- Emily Longstreth como Susan Rawlings.
- J. T. Walsh como Allen Habel.
- Jennifer Jason Leigh como Lydia Johnson.
- Michael McKean como Emmet Sumner.
- Kim Miyori como Jenny Sumner.
- Teri Hatcher como Gretchen.
- Dan Schneider como Jonathan Tristan-Bennet.
- Jason Gould como Carl Manknik.
- Tracy Brooks Swope como Lori Pressman.
- Don Franklin como Todd Marvin.
- Gary Kroeger como Mark.
- Fran Drescher como Polo Habel.
- Martin Short como Neil Sussman (sin acreditar).